# 一
한일(한一)은 한자 부수의 하나이며, 강희자전 부수의 첫 번째 부수이다. 수 1과 시작의 뜻을 담고 있다.

## 一부
一부에 속해 있는 대부분의 한자는 수 1이나 시작과 관련이 있기보다는 단순히 분류를 편하게 하기 위해 속해 있는 경우가 많다. 필획명은 橫이고, 영자팔법에서는 勒으로 불린다.
또, 上과 下에서는 기준선을 의미하여. 卜의 위치에 따라 '위'인지 '아래'인지를 구별하게 한다. (지사자 참고)

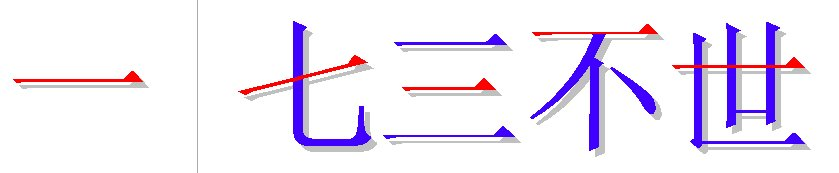
一이 부수로 쓰인 한자

| 자획 | 글자                       |
| ---- | -------------------------- |
| 0    | 一                         |
| 1 획 | 丁 丂 七 丄 丅 丆          |
| 2 획 | 万 丈 三 上 下 丌 与       |
| 3 획 | 不 丏 丐 丑 丒 专          |
| 4 획 | 且 丕 世 丘 丙 业 丛 东 丝 |
| 5 획 | 丞 丟 丠 両                |
| 6 획 | 丣 两 严                   |
| 7 획 | 並 丧                      |

### 부수 명칭
- Radical One
- 일본어: いち
- 중국어: 横(héng)

一(yi)

## 형태

갑골문
금문
대전
소전

## 같이 보기
- 중국어 수사

## 참고 문헌
- Fazzioli, Edoardo (1987). 《Chinese calligraphy : from pictograph to ideogram : the history of 214 essential Chinese/Japanese characters》. calligraphy by Rebecca Hon Ko. New York, 1987: Abbeville Press. ISBN 0-89659-774-1.
- Li, Leyi (1993). 《Tracing the Roots of Chinese Characters: 500 Cases》. Beijing, 1993. ISBN 978-7-5619-0204-2.